# Jâmblico (ca. 151 a.C.)
Jâmblico (em latim: Iamblichus; em grego: Ἰάμβλιχος, Iámblichos; em aramaico: 𐡉𐡌𐡋𐡊𐡅, Yamlīḵū; fl. 151 a.C.) foi um xeique (rei) dos emesenos, uma tribo nômade da região de Apameia.

## Nome
Jâmblico (Iamblichus; Ἰάμβλιχος, Iámblichos) ou Jânlico (Ἰάμλιχος, Iámlichos) é a forma latina e grega de Iamelicu (𐡉𐡌𐡋𐡊𐡅, Yamlīḵū), "possa (NP) ser rei / reinar", um hipocorístico teofórico de origem aramaica ou árabe. O prefixo imperfeito y- pode ser um legado de um forma aramaica mais antiga, mas também pode ser uma forma árabe. Em 1 Macabeus 2:39, Jâmblico foi referido como Imalcué (Ιμαλκουέ / Ειμαλκουαί, Imalkoué / Eimalkouaí).

## Vida
As origens de Jâmblico são incertas. Fez parte dos emesenos, uma das tribos árabes nômades da região de Apameia, na Síria. É possível que seja antepassado de certo Azizo, ativo em 94 a.C. na região de Alepo, e Samsigéramo I (r. 64–51/44 a.C.), o fundador do Reino de Emesa. Jâmblico aparece em 151 a.C., quando recebeu a missão de proteger Antíoco VI, filho e futuro sucessor de Alexandre Balas (r. 150–145 a.C.). O general Diódoto Trifão aproximou-se de Jâmblico  e ordenou que entregasse Antíoco para que ele fosse coroado em oposição a Demétrio II (r. 145–138 a.C.).